# Дубровская, Наталья Константиновна
Наталья Константиновна Дубровская (10 июня 1945, Одесса — 10 марта 2015, там же) — советская и украинская актриса театра и кино, заслуженная артистка Украинской ССР (1981).

## Биография
Ещё учась в школе, занималась в театре «Юность» под руководством актрисы-режиссёра Татьяны Романовны Фуксиной-Бабской. В 1966 году окончила Одесское театрально-художественное училище (курс М. Е. Тилькера) и была принята в труппу Одесского русского драматического театра им. А. Иванова, где служила всю жизнь.
Снималась в кино- и телефильмах, среди них «Астенический синдром», «Тимур и его команда», «Охотники за бриллиантами» и др. В 1990-е годы активно работала на телевидении, исполняла самые разные роли в программах «Джентльмен-шоу» и «Маски-шоу», в 2000-е годы в сериале «Дружная семейка». 
Умерла 10 марта 2015 года в Одессе на 70-м году жизни.

## Награды и премии
- Заслуженная артистка Украинской ССР (1981).

## Работы в театре
- «Зыковы» М. Горький — Павла
- «Всего 13 месяцев» («Пушкин в Одессе») Ю. Дынов — графиня Воронцова[2]
- «Пеппи Длинный чулок» А. Линдгрен — фрекен Роземблюм
- «А зори здесь тихие» Б. Васильев — Лиза Бричкина
- «Красавец-мужчина» А. Островский — Зоя Окаёмова
- «Царь Фёдор Иоаннович» А. Толстой — "царица Ирина
- «Голубые олени» А.Коломиец - "Алёна
- «Геда Габлер» Ибсен — "Геда Габлер
- «Миллионерша» Б. Шоу — миллионерша Епифания
- «Аэропорт» А. Хейли - "Синди Бейкерсфелд
- «Тихий Дон» М. Шолохов — Аксинья
- «Зыковы» М. Горький — Софья
- «Три сестры» А. Чехов — "Мария, потом Ольга
- «Се-ля-ви» Ж.Брикер и М.Ласег - "Матильда
- «Мистер N» ("Месье Верду") Ч. Чаплин, О. Уэллс
- «Ревизор» Н. В. Гоголь — Анна Андреевна
- «Чайка» А. Чехов — Полина Андреевна
- «Банкрот» А. Островский — сваха
- «Дети Арбата» — мать
- «ОБЭЖ» Б. Нушич — госпожа Спасич
- «Ревизор» Н. Гоголь — Анна Андреевна
- «Макбет» В. Шекспир — Леди Макбет
- «Ричард III" В.Шекспир — герцогиня Йоркская
- 2008 — «Дядя Ваня» А.П.Чехов (реж. Алексей Литвин) — старая няня Марина
- «Блажь» Островского — Прасковья Антоновна
- «Последняя остановка» Э.М. Ремарк — Анна Вальтер
- «Love story» («Очень простая история») Ладо — Старая Лошадь

## Фильмография
1. 1976 — Тимур и его команда — гостья (в титрах — Н. Дубровина)
2. 1982 — Время для размышлений — Люся
3. 1983 — Я, сын трудового народа — мать Семена
4. 1985 — Друзей не выбирают — эпизод
5. 1989 — Астенический синдром — учительница
6. 1991 — И чёрт с нами! — эпизод (нет в титрах)
7. 1994 — Анекдотиада, или История Одессы в анекдотах (Украина) — член съёмочной группы
8. 1994 — Мсье Робина (Украина) — эпизод
9. 1994 — Рожденные свыше (Украина)
10. 2003 — Дружная семейка — соседка (22-я серия «Быстрый Джонни»), большая женщина (23-я серия «Труба зовёт»)
11. 2006 — Иван Подушкин. Джентльмен сыска-1 — Регина Глебовна (фильм 2 «Бриллиант мутной воды»)
12. 2007 — Александровский сад 2 (Три дня в Одессе) — одеситка у таксофона (нет в титрах)
13. 2007 — Ликвидация — эпизод
14. 2008 — Колечко с бирюзой (Украина) — мама Карташова
15. 2009 — Женить Казанову (Украина) — эпизод
16. 2011 — Охотники за бриллиантами — Зося

### Телевидение
1. 1991 — 1997 — «Джентльмен-шоу» — разные роли
2. 1993 — «Маски-шоу», серия «Маски на киностудии»